# Hugo Veloso
Hugo Segundo Veloso Castro (Puente Alto, Chile) es un abogado y profesor, militante del PPD. Se desempeñó como Intendente de la Región del Maule desde el 11 de marzo de 2014 al 4 de septiembre de 2015. Llegó a la Región a sus 21 años a estudiar en la Universidad de Talca, desde ahí que reside en dicha ciudad. 
Obtuvo una beca de reparación material y moral por haber sido exonerado político en los años de la dictadura militar, en los tiempos del primer periodo presidencial de Michelle Bachelet participó en la Seremi de Justicia y luego fue jefe del Departamento Jurídico en la Intendencia del Maule.